# Luana Liki Hotel
Het Luana Liki Hotel is het enige klassieke hotel van Tokelau (maar niet de enige commerciële logiesmogelijkheid). Het hotel is gelegen op het centrale atol Nukunonu, meer bepaald in Nukunonu Village op het gelijknamige hoofdeiland. 
Het Luana Liki Hotel beschikt over circa zeven kamers en een bar, en is ook het enige café en restaurant in de Tokelau.

## Geschiedenis
Het Luana Liki Hotel werd opgericht in 1995 door het toenmalige schoolhoofd Luciano Perez en zijn echtgenote Juliana, die lerares was in dezelfde school. Sindsdien hebben in het hotel enkele vooraanstaande gasten verbleven, zoals de gouverneur-generaal van Nieuw-Zeeland en de voormalige Nieuw-Zeelandse premier Helen Clark. Ook de Belgische journalist Rudi Rotthier verbleef er toen hij voor de krant De Morgen een maandenlange rondreis door Oceanië maakte.